# NGC 6197
NGC 6197 = IC 4616 ist eine linsenförmige Galaxie mit aktivem Galaxienkern vom Hubble-Typ SB0/a im Sternbild Herkules am Nordsternhimmel. Sie ist schätzungsweise 437 Millionen Lichtjahre von der Milchstraße entfernt und hat einen Durchmesser von etwa 165.000 Lichtjahren.
Im selben Himmelsareal befinden sich u. a. die Galaxien NGC 6194, NGC 6196, IC 4614.
Das Objekt wurde am 9. Juli 1864 von Albert Marth entdeckt. Durch einen Fehler in Marths Positionsangabe führte die Beobachtung von Guillaume Bigourdan am 28. August 1886 unter IC 4616 zu einem Eintrag im Index-Katalog.